# Egy felejthetetlen nyár
Az Egy felejthetetlen nyár (román címe O vară de neuitat, francia címe Un été inoubliable) Lucian Pintilie román rendező 1994-ben bemutatott román–francia drámája. A forgatókönyvét Pintilie maga írta Petru Dumitriu 1957-ben megjelent regénye egyik része nyomán.
A film főszereplői egy román százados és fél-magyar felesége, akiket a tiszt szolgálata a román–bolgár határra visz. Itt terroristák támadnak és ölnek meg román katonákat, és ezért a katonai egység ártatlan helyi bolgár parasztokat ejt túszul. A százados felettesei megparancsolják, hogy végezze ki őket, de a tiszt megtagadja a parancsot, és ezért karrierjének nincs többé jövője.
A feleséget Kristin Scott Thomas angol színésznő játssza, akinek ez az egyik legjelentősebb szerepe.
A filmnek általában jó kritikai fogadtatása volt úgy Romániában, mint Nyugaton.

## Cselekmény
|  | Alább a cselekmény részletei következnek! |

A film cselekménye 1925 nyarán történik. Abban az időben Románia uralja a Második Balkán-háború óta (1913) a Kvadriláternek nevezett régiót, Dobrudzsa egy addig Bulgáriához tartozó részét. A román hadsereg csapatai tartózkodnak ott.
A tisztek eltávozásra mehetnek a Dunától északra. A film azzal kezdődik, hogy Turtureanu, egy hadnagy teszi ezt. Abban a kisvárosban, amelyben a helyőrsége van, bordélyházba megy, ahol egy bajtársával és prostituáltakkal mulat. Megjelenik egy hatósági ember, aki emlékezteti őket arra, hogy a bordélyházat ideiglenesen bezárták. Az egyik prostituált, Erzsi vehemensen tiltakozik, magyarul is trágáran szidva a hatósági embert. Ez hamar engedékenyebb lesz, amikor a tulajdonos asszonyság megkínálja itallal és pénzt ad neki. Csak annyit kér, hogy a lányok ne mutatkozzanak az ablakokban, mert a bordélyházzal szembeni házban fontos bál lesz.
Amikor a bál résztvevői sorban érkeznek, Erzsi mégis mutatkozik, méghozzá a pucér fenekét mutogatja. Tisztek egy csoportja, köztük Turtureanu is, az utcáról nézik. Ipsilanti tábornok utasítja Turtureanut és még egy tisztet, hogy intézzék el a dolgot. Erzsi szembeszegül velük, a magyar Tanácsköztársaságot és Kun Bélát éltetve. Turtureanu keményen megüti és szemére veti, hogy nem azért teremtették meg Nagy Romániát, hogy Erzsi gúnyolódjon.
A bált Vorvoreanu asszony, született Lascari rendezte, aki bojár családhoz tartozik. A bálon megjelenik Petre Dumitriu százados a feleségével. Vorvoreanuné testvérével, Șerban Lascarival társalog. Felhívja figyelmét a százados feleségére, akit Maria-Theresia von Debretzynek nevez, és azt mondja Lascarinak, hogy a nő unokahúguk. Apja, Debretzy, magyar nemesi családból származott. Romániában utazva megismerte Sofia Lascarit, a nővérüket, és egymásba szerettek. Sofia családja ellenére Erdélybe ment, és összeházasodtak. Maria-Theresia apját megölték a Tanácsköztársaság idejében. Amikor a román hadsereg bevonult Magyarországra, a százados mentette meg mielőtt „a dicső felszabadítók” megerőszakolták volna. A százados feleségül vette és Romániában telepedtek le. Maria-Theresia tökéletesen megtanult románul, de oxfordi kiejtéssel, mert Angliában nevelkedett, és három gyermekük született. Vorvoreanuné haragszik Maria-Theresiára. Arrogánsnak tekinti, mert nem tartja a kapcsolatot román rokonaival. Azt is elmondja, hogy a jelen levő Ipsilanti tábornok, a hadosztály vezérkari főnöke, Maria-Theresiára feni a fogát. Az Vorvoreanunét jön köszönteni, ez meg tudatja vele, hogy számára rendezte a bált, és ezért hívta meg Maria-Theresiát is. Ez a férjével táncol, de a következő táncra Ipsilanti szó nélkül átveszi, és udvarol neki. Maria-Theresia gúnyosan visszautasítja.
Hogy megszabaduljanak Ipsilanti próbálkozásaitól, a százados áthelyezését kéri tőle. A tábornok azonnal utasítja a százados felettesét, hogy helyezze át a volt bolgár Dobrudzsába, a határvidékre, egy másik tiszt helyére, akit megöltek a komitácsik, a román uralom ellen harcoló banditák.
A százados egész családjával, Evával, a gyerekek dajkájával, Eros kutyájukkal, bútorukkal, csembalójukkal együtt kompon átkelnek a Dunán. Vidámak, de amikor a százados parancsnoksága alá került század nyomorúságosnak látszó szálláshelyére érnek, a felesége aggódóan néz körül. Férje vigasztalja, hogy nem fognak sokáig ottmaradni, de Maria-Theresia azt mondja, hogy tetszik neki a hely, és rögtön hozzáfog a berendezkedéshez.
A gyerekek anyjukkal együtt egy nagy dézsában vidáman fürödnek. Messziről egy buggyos nadrágot viselő asszony és két gyereke nézi őket. Maria-Theresia magához hívja őket, hogy csokoládét adjon nekik, de azok elmennek.
A házastársak láthatóan szeretik egymást, a család megpróbálja boldog életét élni az új körülmények között is. Megérkezésük estéjén szépen megterített asztal mellett, elegánsan felöltözve vacsoráznak, majd zenélnek, de váratlanul valami betöri a velencei tükrüket. Nem nyugtalankodnak különösen emiatt.
Turtureanu hadnagy is ott szolgál. Egy alkalommal katonák egy csoportja a századossal és a hadnaggyal az élén járőrözik, és egy tűz körül ülő, nevetgélő embercsoportot látnak meg. Egy katona véletlenül elsüti a fegyverét, és a katonák rohamra indulnak parancs nélkül. Az embercsoport szétfut, egy katona meg elterül a földön és mozdulatlan marad. Nem tudni, ki lőtte le.
Turtureanu már a film kezdetétől fogva negatív figurának mutatkozik. Ilyennek érzi Maria-Theresia is, és közömbös iránta. Ez zavarja a hadnagyot, aki a nő magyar voltára utalva is szitkozódik, persze amikor a házaspár nem hallja. Egy este, amikor a házaspár a ház előtt ül egy, Maria-Theresia által Fudzsi-jamának elnevezett domb látványában gyönyörködve, arra riadnak fel, hogy Turtureanu kegyetlenül ütlegel egy katonát, amire Maria-Theresia fájdalmasan reagál. A százados szemrehányást tesz a hadnagynak, aki azzal szabadkozik, hogy minden egységben verik a katonákat. A százados megtiltja neki, hogy ezt tegye.
Egy éjjel a határon átszivárgó komitácsik a század előőrsének figyelmetlen katonáit megölik. A századtól a helyszínre megy egy csoport, de már csak a halott katonákat tudják összeszedni, és a szálláshelyre hozni. Maria-Theresia meglátja, hogy ajkukat levágták, és elfogja a rémület.
Egy reggel Maria-Theresia arra ébred, hogy a veteményeskertben két gyereke ott dolgozó bolgár parasztokkal nevetgél. Beparancsolja őket a házba és megkérdezi a férjét, hogy mit keresnek ott azok az emberek. Férje elmagyarázza, hogy le vannak tartóztatva a komitácsik rajtaütése miatt, és őneki nyomoznia kell az ügyben, miközben tudja, hogy nincs semmi közük az incidenshez.
A férje elmegy a túszok ügyében a titkos rendőrségre. Maria-Theresia megkínálja őket borral, és megígéri, hogy munkájuk meg lesz fizetve. Este Maria-Theresia elkezdi kifizetésüket, miközben Turtureanu behívatja egyikét-másikát az irodába, és veri őket. A százados visszatér, és elmondja feleségének, hogy parancsot kapott a parasztok kivégzésére megtorlásként. Felhívja őt az ezredparancsnok, és jelentést kér a parancs teljesítéséről. A százados azt válaszolja, hogy írásos parancsot vár mielőtt teljesíti.
A parasztok feleségei megpróbálják elérni férjeiket, de az őket őrző katona nem engedi őket hozzájuk. Eközben a százados katonákat egzecíroztat, két kislánya és a dajka pedig a parasztokkal együtt a veteményt öntözik. Maria-Theresia, bár ismeri a parancsot, próbálja megnyugtatni Petkót, az egyik parasztot azzal, hogy haza fogják őket engedni.
A századhoz érkezik az ezredparancsnok és Ipsilanti tábornok. Tőle is a százados írásos parancsot kér, de az csak dicséri mint okos, művelt és jól képzett tisztet, ami ritkaság a seregben, fényes karriert jósolva neki, ha teljesíti a parancsot, és karrierje megtorpanását, ha nem teljesíti. Egyelőre gondolkodási időt ad neki. A százados meghívja ebédre a főtiszteket. Ebéd közben Ipsilanti a salátát dicséri, mire Maria-Theresia azzal reagál, hogy a bolgár parasztok nélkül nem lenne olyan jó a saláta, és megvédi őket, mint, ahogy mondja, minden boldogtalan embert megvédene, mert az ilyenekkel rokonszenvez.
Turtureanu a százados ellen jelent a tábornoknak, majd a százados is bemegy hozzá, és újból írásos parancsot kér. Erre Ipsilanti elveszi tőle a század parancsnokságát. A hadnagy parancsnoksága alatt katonák egy csoportja elindítja a parasztokat. A életükért könyörgő Petkót Maria-Theresia próbálja megnyugtatni azt hazudva neki, hogy nem fogják őket lelőni, hanem a falujukba fogják kísérni.
Később, amikor feszülten vacsorázni próbálnak, a távolból lövések hallatszanak. Maria-Theresia elkeseredetten összeszedi a salátát mindegyik családtag tányérjából, rohadtnak nevezi és kidobja. Majd a tükörhöz megy, leakasztja, és a mögötte levő falbeli lyukból kikapar egy puskagolyót.
A százados Cilibia tábornoknál, a helyőrség parancsnokánál jelentkezik. Ez kommunizmussal vádolja a feleségét, amiért védelmébe vette a bolgár parasztokat, és gazembernek titulálja a századost, amiért magyar, a román nemzet ellenségei közé tartozó nőt vett feleségül, nem teljesíti a kormány parancsait és lejáratja őt, a tábornokot azzal, hogy parancsmegszegő alárendeltje van. Azzal fenyegeti meg, hogy a legkibírhatatlanabb parancsnokok alá fogja egyik helyőrségből a másikba helyezni, és hogy századosként fog nyugdíjba menni. Végül még sértésként megkérdezi tőle, hogy Erzsi, a prostituált régen ismeri-e a feleségét, hiszen egy helyről valók. A százados a kardjához kap, de a tábornok gúnyosan elnézést kér tőle. Miután távozik a tábornoktól, a százados öngyilkosságot követne el, de végül nem teszi, csak fájdalmasan sírva fakad.
A család lovaskocsiján a komp felé halad. A kocsi után fut gyászba öltözve Petko felesége férje nevét ismételten kiáltozva. A Duna partján levő domb tetején összegyűlik az összes gyászoló asszony. A házaspár egyik kislánya egy birkákkal teli karámba fut, anyja meg utána. Az asszonyok átkozódva odafutnak, és néhányan verni kezdik Maria-Theresiát. A férje kimenteni siet az asszonyok kezei közül, és lelövi az egyiket, amelyik utolsóként még üti Maria-Theresiát.
A film azzal végződik, hogy az egykori kisfiú arra emlékezik vissza felnőttként, hogy egy pár napig még kérdezte az anyjától, mikor jön újra Petko, amire az nem válaszolt, majd elkezdett inni, ő meg elfelejtette Petkót, de azt a nyarat nem, mert a gyermekkora legszebbike volt.
|  | Itt a vége a cselekmény részletezésének! |

## Fontosabb szerepek
- Kristin Scott Thomas – Maria-Theresia von Debretzy
- Claudiu Bleonț(wd) – Petre Dumitriu százados
- Răzvan Vasilescu(wd) – Turtureanu hadnagy
- Marcel Iureș(wd) – Ipsilanti tábornok
- George Constantin(wd) – Cilibia tábornok
- Olga Tudorache(wd) – Vorvoreanuné
- Tamara Crețulescu – Eva, a dajka
- Ioan Gyuri Pascu – Petko
- Fülöp Bea – Erzsi

## A film előzményei
Petru Dumitriu, akinek a művére alapszik a film forgatókönyve, 1924-ben született vegyes házasság gyermekeként. Apja Petre Dumitriu határőr-tiszt volt, anyja pedig Theresa von Debretzy szülésznő, egy református székely kisnemes család sarja. Orsován és Báziáson volt házuk. A tiszt az Orsovai helyőrséghez tartozott, és Báziáson teljesített szolgálatot, de egy időre a Kvadriláterbe, Tutrakanba (románul Turtucaia) helyezték. Ott tartózkodott a család 1926-ban, és ott született a második gyermeke. 1935-ben apját a határőrségtől a gyalogsághoz helyezték át Târgu-Jiuba parancsmegszegés miatt, ugyanis nem volt hajlandó agyonlövetni néhány szerb parasztot, akik Báziáson a kertjében dolgoztak, és akiket törvénytelen cselekedetekkel gyanúsítottak.
1957-ben az író megjelentette három kötetben a Családi krónika című regényét. A második kötetben A saláta című 11. rész független novella is lehetne. Ennek főhőseit az író Petre Dumitriu századosnak és Maria-Theresia von Debretzynek nevezi, tehát szülei neveit használja. Amikor A saláta alapján forgatókönyvét írta, Lucian Pintilie meghagyta ezeket a neveket. Egyébként a film cselekménye hűen követi a novelláét, de még a párbeszédek legnagyobb része is benne van, a bál jelenetétől kezdve a család a század szálláshelyéről való eltávozásáig.

## Produkció
A film román–francia koprodukció. Részt vettek benne román részről a Filmex Romania produkciós társaság és a Művelődési Minisztérium Stúdiója, francia részről pedig az MK2 Production, Cinéma La Sept, Canal+, a Művelődés és a Frankofónia Minisztériuma, a Nemzeti Filmművészeti Központ támogatásával.
Miután többször látta színpadon, Lucian Pintilie minden áron Kristin Scott Thomast akarta Maria-Theresia szerepében, de ő előzőleg visszautasította, egyrészt mert egy színdarabban való szereplésre szerződött, másrészt mert félt olyan régióba menni, ahol háború zajlott. Aztán mégis, miután megnézte Pintilie előző filmjét, A mérleget, amely megrázta, lemondta a színházi szerződést, és vállalta a filmszerepet. Bár nem tud románul, a szerepét ezen a nyelven tanulta meg és játszotta el. Ugyanakkor angolul és franciául is megszólalt. A novellával ellentétben, azért, hogy természetesnek hasson az akcentusa, a filmben említésre kerül, hogy Angliában nevelkedett.
Kristin Scott Thomasnak ebben a filmben volt az első olyan főszerepe, amelyre nagyon felfigyelt a kritika, és ő is azt nyilatkozta, hogy ez az egyike azon szerepeknek, amelyekre a legbüszkébb.
A filmben más szereplők szájából is elhangzanak francia mondatok, és még magyarul és bolgárul is megszólal egy-egy szereplő.

## Témák
Andrei Gorzo filmkritikus érdekes tényre hívja fel a figyelmet. Lucian Pintilie köztudottan kommunistaellenes volt. Az első világháború utáni időszakot Románia jobb időszakának tartotta, mint a második világháború utánit. 1940-ig az ország történetében a legnagyobb területtel rendelkezett, jelentős regionális hatalom volt. Az 1990-es években sok román idealizálta azt az időszakot. Az akkori nacionalizmus, amit Ceaușescu korszakában újraszítottak, sok románt jellemzett a ’90-es években is. Azonban Pintilie nem idealizálta a kommunista rendszer előtti korszakot, és nacionalista sem volt. Ezért osztotta Petru Dumitriu novellájának mondanivalóját, bár az az 1950-es években dívó szocialista realista irodalom a háború előtti időszakot és a nacionalizmust bíráló irányzatának felelt meg. Másrészt nem véletlenül a filmet akkor készítette, amikor az emlékezetekben még erőteljesen jelen volt az 1990-es marosvásárhelyi fekete március, és amikor a délszláv háború zajlott.
Akárcsak a novella, Pintilie filmje lesújtó képet fest Romániáról. Elnyomó, brutális, gyilkosságig menő hatalomként jelenik meg. Hadserege valójában gyenge, tisztjeinek többsége korlátozott, brutális és sovén, mint Turtureanu hadnagy és Cilibia tábornok, katonái nem megfelelően kiképzettek, maguk is áldozatok. Csupán a mellékesen megjelenő parasztokra nem vetül negatív fény, mivel ők is áldozatok. Amint Petko szavaiból kitűnik, akár a bolgár cár, akár a román király uralma alatt vannak, a nincstelenek nemzetiségtől függetlenül szenvednek.
Doinel Tronaru (România liberă) is méltatja azt, ahogyan ostorozza Pintilie a balkáni régió elmaradottságának okait, a román intézmények, különösen a hadsereg ostobaságát, a nacionalizmus romboló hatását, akármelyik nemzetről is lenne szó.

## Értelmezések és kritikák
Romániában a filmet lelkesen fogadták a filmkritikusok, de hűvösen a közönség, mert nem felelt meg a világháborúk közötti időszakot idealizáló 1990-es évekbeli irányzatnak, sem a nacionalizmusnak. A nyugati sajtóban többnyire jó kritikákat kapott, amint az a filmet bemutató füzetben található idézetekből kitűnik.
Andrei Gorzo szerint a film egyik jellegzetessége a szentimentalizmusellenesség, minden nosztalgia hiánya, amit a narráció gyorsasága, a film rövidsége is aláhúz. Nagyon kevés derűs jelenet van benne, csak a család a szállásán tartózkodása elején. A főbb szereplők, beleértve a századost, de Maria-Theresia fontos kivételével, inkább karikatúrákként jelennek meg. Csak Maria-Theresia arcképe gazdagodik újabb vonásokkal a cselekmény haladtával. A szentimentalizmusellenességhez az is hozzátartozik, hogy a rendező nem akar romantikus hőst csinálni Dumitriu századosból. Ő az egyedüli emberies és becsületes tiszt, de mintha csak a felesége iránti szerelem miatt, azért, hogy azon az erkölcsi magaslaton maradjon, mint amikor megismerkedésükkor volt.
A rendező nyugtalanítani akarja a nézőt. Ehhez hozzájárul egyes események homályos volta. Nem tudni például, miért esett össze egy katona, amikor rajta akartak ütni egy embercsoporton, akikről szintén nem tudni, hogy kicsodák.
Pintilie egyik művészi erénye az, ahogyan a drámai konfliktust érzékeltetni tudja egyetlen képben az előtér, a háttér és egy közbülső tér egymás közti viszonyával. Példa erre az a jelenet, amikor az előtérben Maria-Theresia kezdi kifizetni a parasztokat, a közbülső térben a parasztok ülnek, a háttérbeli épületben pedig parasztokat vernek.
Andrei Gorzo egyes westernfilmekben megjelenő motívumot vél felfedezni a filmben megjelenő pusztaság–kert ellentétben. Itt is ezt a nő próbálja feloldani amellett, hogy eleganciát, könyvet és zenét is hoz a pusztaságba, csakhogy barbárság uralta közegben egy civilizált sziget léte kudarcra van ítélve, egy mesterséges érzelmi–családi–értelmiségi mikroklíma csak illúzió.
Doinel Tronaru esztétikai szempontból a film klasszikus szigorát méltatja.
Magda Mihăilescut (Adevărul) az Egy felejthetetlen nyár Jancsó Miklós az 1960-as évek második felében alkotott filmjeire emlékezteti (Szegénylegények, Csend és kiáltás). Ezek sokkal stilizáltabbak, mint Pintilie filmje, de közös bennük a katonai hatalom elnyomását tűrő parasztság és egyes formanyelvi elemek.
Eugenia Vodă filmkritikus szerint Maria-Theresia a román filmművészet történetének egyik legerősebb női figurája. A film elején vidám, okos, szellemes, fia szóhasználatával mózárti természetű, emberies, férjét és gyermekeit nagyon szerető nő. Még ott is, ahol semmi sem szép, mindent szépnek akar látni, a Fudzsi-jamát egy kopár dombban, igaz földet és igaz embereket a pusztaságban. Csakhogy végül nem tehet mást, mint „megszépíteni” hazug reménykeltéssel ártatlan emberek halálba menetelét. A valóság, úgymint a saját utolsó szépítésre való kísérlete végleg megkeseríti.

## Díjak és jelölések
1994–1995-ben a Romániai Filmesek Szövetségének (UCIN) több díja ítéltetett a filmnek:
- a Nagydíj
- a legjobb férfi mellékszerep díja Răzvan Vasilescunak
- a legjobb női mellékszerep díja Tamara Crețulescunak
- a legjobb díszleteknek járó díj
- a legjobb jelmezeknek járó díj

A filmet az 1994-es Cannes-i fesztiválra az Arany Pálma díjra jelölték, de nem nyerte el.